# Намислов
Намислов (пољ. Namysłów) град је у Пољској у Војводству опољском. По подацима из 2012. године број становника у месту је био 16 138.

## Становништво
| 2012.  |
| ------ |
| 16 138 |

## Партнерски градови
- Небелшиц
- Хлучин
- Yaremche
- Kisköre
- Линц на Рајни